# Martin Knosp
Martin Knosp est un lutteur ouest-allemand spécialiste de la lutte libre né le 7 octobre 1959 à Renchen.

## Biographie
Martin Knosp participe aux Jeux olympiques d'été de 1984 à Los Angeles dans la catégorie des poids mi-moyens et remporte la médaille d'argent.